# Vito Russo
Vito Russo (11 de julho de 1946 - 7 de novembro de 1990) foi um ativista, historiador de cinema e autor norte-americano, mais conhecido como o autor do livro The Celluloid Closet (1981, edição revisada em 1987), descrito pelo The New York Times como "um livro de referência essencial" sobre a representação da homossexualidade na indústria cinematográfica dos Estados Unidos.
Em 1985, ele co-fundou a Gay and Lesbian Alliance Against Defamation (GLAAD), uma organização de monitoramento de mídia que busca combater a retórica anti-LGBT e advoga pela inclusão de personagens LGBT na mídia popular.

## Vida e obra
Vito Russo nasceu em 11 de julho de 1946 em Harlem Italiano (East Harlem), Manhattan. Durante sua infância, Russo ficou perturbado com as representações estereotipadas de pessoas gays na mídia. Após testemunhar os protestos de Stonewall em 1969 e ouvir falar de outra operação policial no ano seguinte, Russo se envolveu ativamente com o emergente Gay Activists Alliance (Aliança de Ativistas Gays).
Russo obteve seu diploma de graduação na Universidade Fairleigh Dickinson e fez mestrado em cinema na Universidade de Nova Iorque. Enquanto cursava o mestrado, Russo também trabalhou com os departamentos de cinema de um Centro Comunitário Gay e do Museum of Modern Art de Nova York. Foi sua interação com essas comunidades que levou à síntese de suas convicções políticas e obras.
Russo desenvolveu seu material após exibições de filmes camp realizadas como angariação de fundos para a Gay Activists Alliance. De 1972 a 1982, ele viajou por todo o país apresentando The Celluloid Closet como uma palestra ao vivo com trechos de filmes em faculdades, universidades e pequenos cinemas, como o Roxie Cinema em São Francisco e o Hirschfeld Biograph em Dublin. Tanto no livro quanto na apresentação de palestra/filme, ele relatou a história de momentos gays e lésbicos - e o tratamento de personagens gays e lésbicas - em filmes americanos e estrangeiros do passado.
Em 1983, Russo escreveu, produziu e apresentou uma série focada na comunidade gay chamada Our Time para a televisão pública WNYC-TV. A série foi co-apresentada por Marcia Pally. Esta série apresentou o primeiro segmento de vídeo de notícias e documentários sobre LGBT (lésbicas, gays, bissexuais e transgêneros) produzido e dirigido por um especialista em comportamento social, D. S. Vanderbilt.
A preocupação de Russo com a forma como as pessoas LGBT eram apresentadas na mídia popular levou-o a co-fundar a Gay and Lesbian Alliance Against Defamation (GLAAD), um grupo de vigilância que monitora a representação LGBT na mídia mainstream e apresenta os prêmios anuais GLAAD Media Awards. O prêmio Vito Russo leva o nome de Russo e é concedido a um membro abertamente gay ou lésbica da comunidade de mídia por suas contribuições excepcionais na luta contra a homofobia. Russo também esteve ativamente envolvido no grupo de ação direta contra a AIDS, o ACT UP.
Russo apareceu no documentário de 1989 Common Threads: Stories from the Quilt, atuando como "narrador", relatando a vida e morte de seu parceiro Jeffrey Sevcik. O filme ganhou o Oscar de melhor documentário no 62º Oscar.
Em 1990, Vito Russo passou um ano na Universidade da Califórnia em Santa Cruz, ministrando um curso intitulado "The Celluloid Closet". Ele gostou de ser professor, passando os intervalos das aulas fumando e brincando com seus alunos. No mesmo ano, o Merrill College na UC Santa Cruz estabeleceu a Vito Russo House para promover a conscientização sobre gays, lésbicas, bissexuais e transgêneros e proporcionar um ambiente seguro e confortável para estudantes queer, heterossexuais solidários e todos os estudantes que valorizam e apreciam a diversidade. A casa adapta sua programação para atender às necessidades dos estudantes LGBT e oferece a todos a oportunidade de desenvolver compreensão e tolerância.
De 1969 até sua morte, ele morou no número 401 da West 24th Street, em Chelsea Manhattan.

## Morte e legado
Russo foi diagnosticado com Vírus da imunodeficiência humana (HIV) em 1985 e morreu de complicações relacionadas à Síndrome da imunodeficiência adquirida (AIDS) em 1990. Seu memorial foi realizado em uma igreja congregacional. Os papéis de Russo são mantidos pela New York Public Library.
Após a morte de Russo, foi realizado um memorial em Santa Cruz por estudantes e colegas. Foram feitos depoimentos sobre o quão inspirador ele tinha sido, e em grupo, cantaram "Over the Rainbow" em sua memória.
O livro The Celluloid Closet foi posteriormente adaptado para a televisão no documentário de mesmo nome de 1996, co-produzido e narrado pela atriz e escritora estadunidense Lily Tomlin.
Russo apareceu no filme Voices from the Front, um documentário de longa-metragem em 1991 sobre ativismo contra a AIDS na América criado pelo coletivo de vídeo Testing the Limits.
Uma biografia aprovada pela família da vida de Russo, escrita pelo professor da NYIT, Michael Schiavi, intitulada Celluloid Activist: The Life and Times of Vito Russo, foi publicada pela University of Wisconsin Press em abril de 2011. Um leitor de dois volumes de Vito Russo foi publicado em julho de 2012 pela White Crane Books, intitulado Out Spoken: The Vito Russo Reader - Reel One e Out Spoken: The Vito Russo Reader - Reel Two. O Reel One apresenta seus escritos sobre filmes; o Reel Two coleta seus comentários políticos/sociais.
O documentário Vito, teve sua estreia no festival dentro do New York Film Festival em 2011, foi exibido no Maryland Film Festival e teve sua estreia na televisão na HBO em 23 de junho de 2012. O filme foi dirigido por Jeffrey Schwarz da produtora de Los Angeles Automat Pictures.
Em 2013, a GLAAD nomeou o "teste Vito Russo" em sua homenagem, um conjunto de critérios destinados a analisar a representação de personagens LGBT em filmes.
Em 2016, Russo foi incluído no Legacy Walk.
Em junho de 2019, Russo foi um dos 50 pioneiros, desbravadores e heróis norte-americanos inaugurais incluídos no National LGBTQ Wall of Honor dentro do Stonewall National Monument (SNM) em Nova York, no Stonewall Inn. O SNM é o primeiro monumento nacional dos EUA dedicado aos direitos LGBTQ e à história, e a inauguração da parede foi programada para ocorrer durante o 50º aniversário dos protestos de Stonewall.
O episódio 10 da temporada 1 do podcast Making Gay History é sobre ele.